# 馬克斯·查爾斯
馬克斯·查爾斯（Max Charles，2003年8月18日—）是美國男演員，同時也是一位童星。因他在2012年電影蜘蛛人：驚奇再起中飾演童年時的Peter Parker而為人所知。查爾斯出生在俄亥俄州岱頓。